# Езвино
Е́звино — деревня в Калининском районе Тверской области. Относится к Бурашевскому сельскому поселению. До 2006 года была центром Езвинского сельского округа.
Расположена на реке Чернава, в 19 км к югу от Твери по автодороге «Тверь — Тургиново».

## История
В Списке населенных мест 1859 года значится казённая деревня Езвино, 46 дворов, 290 жителей. Во второй половине XIX — начале XX века деревня относилась к Покровскому приходу Ильинской волости Тверского уезда. В 1886 году — 60 дворов, 386 жителей, земская школа, маслобойня, бараночное заведение, мелочная лавка, промыслы: огородничество, садоводство, пчеловодство. В 1918-21 годах Езвино — центр одноимённого сельсовета Покровско-Сушковской волости Тверского уезда. В 1919 году — 80 дворов, 458 жителей.
В 1930-50-х годах относилась к Покровскому (затем Вескинскому) сельсовету в составе Тургиновского района Калининской области.
В 1997 году — 108 хозяйств, 398 жителей; администрация сельского округа, центральная усадьба совхоза «Измайлово» (создан в 1970 году), средняя школа, ДК, библиотека, отделение связи, медпункт, мастерские, столовая, магазин.

## Население
| 1859 | 1886 | 1919 | 1997 | 2002 | 2010 |
| ---- | ---- | ---- | ---- | ---- | ---- |
| 287  | ↗386 | →386 | ↗398 | ↘336 | ↘324 |

## Инфраструктура
В деревне Езвино находится средняя общеобразовательная школа (открыта в 1993 году), библиотека, ФАП, почта.